# 短尾葉鼻蝠屬
短尾葉鼻蝠屬（短尾葉鼻蝠），哺乳綱、翼手目、葉口蝠科的一屬，而與短尾葉鼻蝠屬（短尾葉鼻蝠）同科的動物尚有葉吻蝠屬（真葉吻蝠）、鼓頦長舌蝠屬（鼓頦長舌蝠）等之數種哺乳動物。